# Hubert Dupont
Hubert Dupont (Lyon, Francia, 13 de noviembre de 1980) es un ciclista francés.
Debutó como ciclista profesional en la temporada 2005 en las filas del equipo R.A.G.T. Semences, aunque en 2006 pasó al equipo Ag2r La Mondiale donde permaneció hasta su retirada en 2019.

## Palmarés
No consiguió ninguna victoria como ciclista profesional.

## Resultados en Grandes Vueltas
| Carrera | Carrera         | 2005 | 2006 | 2007 | 2008 | 2009 | 2010 | 2011 | 2012 | 2013 | 2014 | 2015 | 2016 | 2017 | 2018 | 2019 |
| ------- | --------------- | ---- | ---- | ---- | ---- | ---- | ---- | ---- | ---- | ---- | ---- | ---- | ---- | ---- | ---- | ---- |
|         | Giro de Italia  | —    | 32.º | 25.º | —    | —    | 20.º | 11.º | 16.º | 32.º | 16.º | 42.º | 11.º | 19.º | 20.º | 47.º |
|         | Tour de Francia | —    | —    | —    | 53.º | 33.º | —    | 22.º | Ab.  | 34.º | —    | —    | —    | —    | —    | —    |
|         | Vuelta a España | —    | 40.º | 17.º | 32.º | —    | 55.º | —    | —    | —    | 54.º | —    | —    | —    | 26.º | —    |

—: no participa

Ab.: abandono

## Equipos
- RAGT Semences (2005)
- Ag2r (2006-2019)
  - Ag2r-Prévoyance (2006-2007)
  - Ag2r La Mondiale (2008-2019)